# Dabaga (Kilolo)
Dabaga ist ein Verwaltungsbezirk (englisch Ward) des Distrikts Kilolo in der tansanischen Region Iringa.

## Geografie
Dabaga ist ein Bezirk auf dem südlichen Hochland von Tansania etwa 40 Kilometer Luftlinie südöstlich der Regionshauptstadt Iringa. Der Bezirk grenzt im Nordwesten an Mtitu, im Norden an Kising'a, im Osten an Kimala, im Südosten an Idete, im Süden an Ng'ang'ange und im Westen an Ng'uruhe. Bei der Volkszählung 2022 lebten 8497 Menschen in 2182 Haushalten auf einer Fläche von 254 Quadratkilometern.

## Gliederung
Der Bezirk besteht aus fünf Gemeinden (swahili Mtaa) mit 17 Orten (Kitongoji):
| Kidabaga - Ikelamo - Makanyagio - Chamgogo - Kihesa - Kati | Lusing'a - Kilimahewa - Donodono - Mifugo | Magome - Ilala - Magome - Mtule - Mlandege | Ilamba - Mkulima - Masimike | Ndengisivili - Ndengisivili - Ulefi - Igingilanyi |

## Bildung
Im Bezirk liegen drei weiterführende Schulen. Die Dabaga Secondary School und die Udzungwa Secondary School sind beide staatliche Schulen für Tages- und Internatsschüler. Die erste mit einer Ausbildung bis zur 4., die zweite bis zur 6. Stufe. Die Mariaconsolata Secondary School wird von der römisch-katholischen Kirche geleitet und bildet Tages- und Internatsschüler bis zur 4. Stufe aus. Das Dabaga Institute of Agriculture ist ein privates Institut für technische, landwirtschaftliche Ausbildung. Es wurde 2009 gegründet und ist seit 2019 akkreditiert.